# Kieran Doherty
Kieran Doherty, in gaelico Ciarán Ó Dochartaigh (Belfast, 16 ottobre 1955 – Lisburn, 2 agosto 1981), è stato un attivista nordirlandese.
Provo dell'IRA, morì durante il secondo sciopero della fame nel Carcere di Maze, nella località di Long Kesh.

## Biografia
Nato a Belfast, nel quartiere di Andersonstown, in una famiglia di forte tradizione repubblicana (due fratelli sono stati internati nel Carcere di Maze, nella località di Long Kesh, e due cugine, Dorothy Maguire e Maura Meehan, entrambe del Cumann na mBan, organizzazione femminile di supporto all'IRA, erano state uccise nel 1971 dall'esercito britannico). Nel 1971 si unisce ai Fianna Eireann e nel marzo 1972 entra a far parte del Primo Battaglione della Brigata Belfast dell'IRA. Internato dal 1973 al 1975, nell'aprile 1976 partecipa all'operazione dell'IRA in cui perde la vita il suo amico e compagno Sean McDermott e viene arrestata Mairead Farrell, che poi parteciperà nel 1980 al primo sciopero della fame prima di essere uccisa dai SAS a Gibilterra nel 1988. Kieran riesce a evitare l'arresto ma viene catturato pochi mesi dopo, in agosto, e condannato a 18 anni. Inizia lo sciopero della fame il 22 maggio 1981 e, in giugno, viene eletto al Dáil Éireann nella circoscrizione di Cavan-Monaghan. Il 2 agosto muore, dopo 73 giorni di digiuno, non riuscendo per poche ore a superare il triste record di Terence MacSwiney, Lord Mayor di Cork e membro dell'IRA, che nel 1920 digiunò per 74 giorni prima di morire nel carcere londinese di Brixton. Kieran Doherty è sepolto nel Republican Plot del cimitero di Milltown, a Belfast accanto a Bobby Sands e Joe McDonnell.